# Australian Open 2014 – čtyřhra vozíčkářů
Obhájcem titulu ve čtyřhře vozíčkářů na australském grandslamu byla francouzsko-japonská dvojice Michael Jeremiasz a Šingo Kunieda, která se ale rozhodla nestartovat společně. Jeremiasz startoval s Argentincem Gustavem Fernándezem a Kunieda s francouzským tenistou Stéphanem Houdetem.
Vítězem se stal francouzsko-japonský pár Stéphane Houdet a Šingo Kunieda, který ve finále zdolal britsko-nizozemskou dvojici Gordon Reid a Maikel Scheffers po setech 6–3 a 6–3. Pro Houdeta to byla desátá grandslamová trofej a pro Kuniedu již dokonce dvanáctá.

## Nasazení hráčů
1. Stéphane Houdet /  Šingo Kunieda (vítězové)
2. Gordon Reid /  Maikel Scheffers (finále)

## Pavouk
| Legenda                                                       |                                                                        |                                                   |
| - Q – kvalifikant - WC – divoká karta - LL – šťastný poražený | - Alt – náhradník - SE – zvláštní výjimka - PR/SR – žebříčková ochrana | - w/o – bez boje - r – skreč - d – diskvalifikace |

### Finálová fáze
|  | Semifinále | Semifinále                    | Semifinále                   | Semifinále | Semifinále |                                     |   | Finále | Finále | Finále | Finále | Finále |
|  |            |                               |                              |            |            |                                     |   |        |        |        |        |        |
|  | 1          | Stéphane Houdet Šingo Kunieda | 6                            | 6          |            |                                     |   |        |        |        |        |        |
|  |            | Joachim Gérard Adam Kellerman | 1                            | 4          |            |                                     |   |        |        |        |        |        |
|  |            | Joachim Gérard Adam Kellerman | 1                            | 4          | 1          | Stéphane Houdet Šingo Kunieda       | 6 | 6      |        |        |        |        |
|  |            |                               |                              |            |            | Stéphane Houdet Šingo Kunieda       | 6 | 6      |        |        |        |        |
|  |            | 2                             | Gordon Reid Maikel Scheffers | 3          | 3          |                                     |   |        |        |        |        |        |
|  |            | 2                             | Gordon Reid Maikel Scheffers | 3          | 3          | Gustavo Fernández Michael Jeremiasz | 2 | 5      |        |        |        |        |
|  |            |                               |                              |            |            | Gustavo Fernández Michael Jeremiasz | 2 | 5      |        |        |        |        |
|  | 2          | Gordon Reid Maikel Scheffers  | 6                            | 7          |            |                                     |   |        |        |        |        |        |